# Wangenbourg-Engenthal
Wangenbourg-Engenthal là một xã thuộc tỉnh Bas-Rhin trong vùng Grand Est đông bắc Pháp.